# フェノゼリー
フェノゼリーまたはフィノーデリー（fenodyree, phynodderee, phynnodderee, fynnoderee, fenoderee．発音: IPA: [fənáˑðəri]）は、マン島の神話・伝説・民間伝承に語られる、毛むくじゃらで怪力な精霊か妖精の一種。
色々な作業を手伝うとされ、イングランドやスコットランドのブラウニーと同系とされる。

## 語源
"Fenodyree"は、マン島英語方言（Manx English）の単語である 。
ただしその語源はマン島語（ゲール語の一種）の"fynney"「毛髪、獣毛」 ＋"oashyree"「長靴下」の複合語に由来するとされる 。もっとも、この「毛深いストッキング」という語釈はかならずしも確かとは言えない。
もしoashyr（oashyreeの単数形）が語源とすれば、これは北欧語（古ノルド語: hosur、単数形 hosa)の借用語であるので、マン島にノルド人の接触があった時期以前には遡れない言葉であると、ジョン・リースは指摘する。そして語頭の語根も、あるいはスウェーデン語fjun「羽毛」に由来かもしれないと推測する。
また単に「毛深い者」の語意であるという説明が、マン島の郷土史家ジョセフ・トレインやスコットランド民話の権威J・F・キャンベルの著作に見られる。
異説としては、fenney「侵略者、野卑なアイルランド人」に由来するという説がジョン・ケリーの辞書に記載される。

## 概要
フェノゼリーは、マン島の伝承における毛深い怪力の妖精 （）の一種、（妖精族 （）のひとり)。イングランドやスコットランドのブラウニーと同じく、人間の仕事の手伝いをすると伝えられる。並みの人力ではとても運べない建材用の大きな白岩を運んだり、また、牧草をたちまち刈ったりするので「早業の草刈師」（マン島語: Yn Folder Gastey）とも呼ばれている。
島民の暮らしを手助けしてくれるありがたい妖精とみなされるが、精霊ゆえに思いがけないかたちでつむじを曲げられることがある。この点でスコットランド伝承ブラウニーと共通している。
濃い体毛に覆われているため、いつも一糸まとわぬ姿で行動するのだが、人間がお礼にと思って衣服を進呈すると、フェノゼリーは立腹し、地域を去ってしまうと、幾つかの民話で語られる。
フェノゼリーは、収穫の余りか食べ残しをお供えしておけば満足していた。ある古謡では「迫る嵐あらば羊を（囲いに）取り込んでくれる」かわりに、「散らばった麦束」があったり、「碗盛りクリーム」を食卓に置き残せば事足りると、歌われている。また「ケーキ」 (鉄板焼きのパンケーキのこと)を駄賃に水汲みを手伝うが、容器にざるを与えられてしくじった話も伝わる。
フェノゼリーは上述のように嵐や、あるいは吹雪の夜などに牧羊の仕事を引き受けたり、さらには収穫や 、一夜のうちに脱穀を終了させるなど農夫を支援したりする。また漁網や船を繕ったりすると、漁夫のあいだで伝えられていた。
「大きく毛むくじゃら、炎めいた眼光で、どんな人間より力持ち」などとも描写される、さらには巨人であるとする解説もあるが、I・ H・レイニー（J・ W・ラッセル夫人）の説明によれば、背丈は2フィート程で、「グッド・ピープル」（妖精のこと）のなかでは巨大なほうだとする。

## 民話例
内容豊富な民話例としてソフィア・モリソンが1911年に発表した民話集の「ゴードン農場のフィノーデリー」があるが 、これはフェノゼリーが活躍するいくつかの伝承を接ぎ合わせたものだと考察されている。このモリソンによる再話が、もっとも人口に膾炙した例となった、ともいわれている。

### 追放された妖精
ある物語のフェノゼリーは、かつて妖精（）（妖精族（）のひとり）で、もと「妖精族の王宮の騎士」であったが、人間の島娘と禁断の恋におちい、グレン・ルシェンの渓谷で行われる「大収穫の月光」祭から欠席して娘と密会したため、サテュロスのような醜い姿に変えられ、妖精界を追放されたという。 

### 早業の草刈師
フェノゼリーには「早業の草刈師」（マン島語: Yn Foldyr Gastey、英訳:"The Nimble Mower"）という異名があり、古謡に歌われている。
マローン（Marown）小教区にある、聖トリニアン教会の廃墟のまわりの「円形の草地」（マン島語: yn cheance rhunt; "round meadow"）は、かつてフェノゼリーが大鎌で草を刈り集めてくれていたと伝わる。しかし、ある農夫は、もっと地面すれすれに刈らなければだめだと苦言したのをさかいに、自分で草刈りをせねばならない羽目になり、しようとすると、かの毛むくじゃらの精霊が現れて、「おそろしい速さで背後から根を短い緒に残して刈りそろえるので、怒った精霊によって足を切断されないように逃げるのが大変だった」という。そのうち誰も草を刈れなくなったが、ある騎士が、中心から円を描いて、用心しながら刈れば大丈夫という、妙案を考え付いた。

### 牧童
フェノゼリーはまた、嵐の際には羊追いをおこない、家畜小屋などに羊を集めてくれると、古謡にも歌われている。嵐でなくば、吹雪の際もある。
ある民話では、フェノゼリーがスネーフェル（山の名）で草を食んでいたウェザー（去勢された牡羊）をすべて、離れの小屋のなかに追いやる。そのとき、山を3巡りした小さな牡羊に随分てこずったと苦労を語るが、それは間違えて一匹のノウサギを捕まえたのであった（ジョン・リース教授の随筆に要約） 。同様の話は「ゴードン農場のフィノーデリー」にも盛り込まれていて、ゴードン農場を去ったフェノゼリーは、ジュアン・モア・クリアリーの羊を「コギーハウス（マン島方言：cogee house; 機小屋のこと）に追い込んだが、やはりロフタン種の羊と間違えてノウサギを連れてきている。これは、この物語中フェノゼリーの「最も注目に値する功績」とされる 。

### 石運び
ある挿話では、地元の紳士が、スネーフェル山の麓ちかくのソル・エ・ウィル（ソル・ア・ウィル）と呼ばれる場所に、豪邸と事務所を構築しようと思い立つ
建材の石は、浜辺で切り出されたが、紳士がどうしても普請に使いたかった白い巨石は、とても並大抵では運ぶことができなかった。だが、その巨石や他の石材は、すべて一夜のうちにフェノゼリーが運搬を済ませてしまった。そこで紳士がお礼にと衣服一式を置いて置いたのだが、かの毛深い精霊は、"頭に帽子、ふびんな頭だ/背中にコート、ふびんな背中/尻にブリーチズ（半ズボン）、ふびんな尻だ/これらが全部おまえのものなら、おまえはあの楽しいグレン・ルシェン（の渓谷）をものにできやしない"と言い捨てていなくなった。衣服を贈ることは、はからずもこの妖精をこの界隈から祓い退散させる効き目があったようである)。毛深い精霊は、物悲しいめ泣声を発してその地を去り、山で風切り音が聞こえれば、それは妖精の棲家を追われたわしの嘆き声だ、と言い残した。

### 衣服祓い
衣服を贈られることを嫌がるモチーフは、他のマン島民話にも見られる。ジョン・リース教授の知るところでは、2カ所の別の場所の農場に、フェノゼリーにまつわる伝説があるが、いずれの場合も、農夫が衣服を贈呈すると嫌悪をあらわにして去っていったと伝わっており、やはり「ここはおまえのものかもしれないが、偉大なグレン・ルシェンはおまえのものでない」と言い置き、いずこかに去っていった。リースは、 グレン・ルシェンに向かったという含みであると解釈する。
モリソン編「ゴードン農場のフィノーデリー」も、ゴードンのために麦を挽いたり、脱穀棒（フレイル）をふるったりしていたが、衣服をプレゼントされると、前述のマン島民話とよく似た詩句を吐いて別の農夫（ジュアン・モア・クリアリー）のところへ職場をかえてしまった。

### 類似する英国伝承
「衣服祓い」のモチーフは、スコットランド民話にも用例があると、スコットランドの民話収集家J・F・キャンベルは指摘する。スキップネス城の毛長のグルアガッハは、コートとキャップをあげようとすると怖くて逃げだしたという話である。さらに比較例を挙げるなら、ジェイン・ワイルドが収録したアイルランド民話でも、服をもらったプーカ（毛深い馬似の妖精）が、追われるようにしてではないがコミカルにいなくなってしまったといわれる。
ジョセフ・トレインや、のちにジョン・リースなども、フェノゼリーと類似した精霊として、英国民間伝承のロブ・ライ・バイ・ザ・ファイア（ミルトンの作品ではラバー・フィーンドと呼ばれる）を挙げている。

## 大衆文化
- アラン・ガーナー『ブリジンガメンの魔法の宝石』(芦川 長三郎 (訳)、評論社、1969年。(児童文学); 原作 Alan Garner The Weirdstone of Brisingamen (1960) に「フェノデリー」が登場。